# Козіна Жаннета Леонідівна
Козіна Жаннета Леонідівна (4 лютого 1965, м. Богодухів Харківської області) — український вчений галузі фізичного виховання, спорту, фізичної терапії і реабілітації, розробник концепції індивідуалізації у фізичному вихованні і спорті, доктор наук з фізичного виховання та спорту (2011), професор (2012), завідувач  кафедри олімпійського і професійного спорту, спортивних ігор та туризму Харківського національного педагогічного університету імені Г. С. Сковороди (з 2011 р. по теперішній час), член Міжнародної академії педагогічних наук (2013) та Міжнародної академії дитячого та юнацького туризму (2014), головний редактор журналу «Health, sport, rehabilitation» «Здоров'я, спорт, реабілітація», «Здоровье, спорт, реабилитация»).  Гравець жіночої баскетбольної команди вищої ліги СРСР ЦСКА (1980—1983) та жіночої баскетбольної команди першої ліги СРСР «Буревісник» (1983—1987). Переможець чемпіонату Збройних сил СРСР (1980, 1981).

## Науковий внесок
Автор концепції індивідуалізації у фізичному вихованні і спорті. Концепція індивідуалізації ґрунтується на системному підході, теорії функціональних систем П.К. Анохіна, загальної теорії підготовки спортсменів В. М. Платонова, Л. П. Матвєєва. Система індивідуалізації ґрунтується на теорії систем, що самоорганізуються. Відповідно до основних характеристик теорії систем, що самоорганізуються, концепція індивідуалізації складається з трьох напрямків: перший напрямок — визначення індивідуальної факторної структури підготовленості спортсменів (відповідає структурності в теорії систем, що самоорганізуються), другий напрямок — визначення закономірностей індивідуальної динаміки ефективності змагальної діяльності (відповідає динамічності в теорії систем, що самоорганізуються), третій напрямок — свідомий підхід до побудови тренувального процесу (відповідає меті системи в теорії систем, що самоорганізуються). Застосування системи індивідуалізації сприяє підвищенню ефективності та стабільності змагальної діяльності гравців, покращенню їх функціонального стану.
Також Козіна Жаннета Леонідівна є спіавтором системи гармоніного розвитку людей різних вікових і соціальних груп. Система поєднує різні аспекти ровитку людини (функціональний стан, інтелектуальні та креативні можливості, емоційний інтелект та інші) у вигляді гімнастики для дітей від народження до 1 року (Чудо природы), для дітей від 1 року до 7 років («Маленькие волшебники», для дорослих («Раскрытие цветка», «Мечта»).
Система гармонійного розвитку людей різного віку Ж.Л. Козіної містить також методологію підготовки вагітних до здорових природних пологів, яка поєднує фізичний, технічний, психологічний та тактичний аспекти
Видавець журналу  «Health, sport, rehabilitation» «Здоров'я, спорт, реабілітація», («Здоровье, спорт, реабилитация») Журнал відбивається в міжнародних наукометричних базах даних: Scopus, ROAD, NBUV, Google Scholar, OpenAIRE, DOAJ, ERIH+ та інші; «Health Technologies», який включено до 10 провідних накометричних баз світу. Журнал було засновано у 2023 році.
Козіна Ж.Л. є автором (співавтором) понад 550 наукових і науково-методичних праць в галузі педагогіки, фізичної культури і спорту та фізичної терапії, серед яких 9 монографіїй, 14 навчальних посібників і підручників, 19 авторських свідоцтв, 20 патентів, понад 150 статей в журналах, що входять в наукометричні бази Skopus та Web of Science; за Індексами Хірша в базі  Skopus, Weeb of Science, базі  Google scholar має вагомі рейтинги в Україні, Європі та світі. Підготувала 17 докторів філософії (PhD) з фізичного виховання і спорту та з педагогіки, серед яких 2 заслужених майстрів спорту (Олена Чебану та Олена Рєпко. П'ять раз нагороджена Почесною грамотою Міністерства освіти і науки України за підготовку переможців Всеукраїнського конкурсу студентських наукових робіт з природних, технічних і гуманітарних наук (2006 р., 2007 р., 2009 р., 2010 р., 2011 р.). З 2013 року — керівник 5-ти державних науково-дослідних тем за кошти держбюджету. Член спеціалізованих вчених рад по захисту дисертацій. З 2006 р. по 2010 р. керувала двома науковими темами «Зведеного плану науково-дослідної роботи в сфері фізичного виховання і спорту» МОН та МОНмолодьспорту України. У 2013—2014 рр., 2015—2016,  2017—2018, 2019—2020 рр  - керівник наукових тем, що виконувалися за кошти держбюджету.

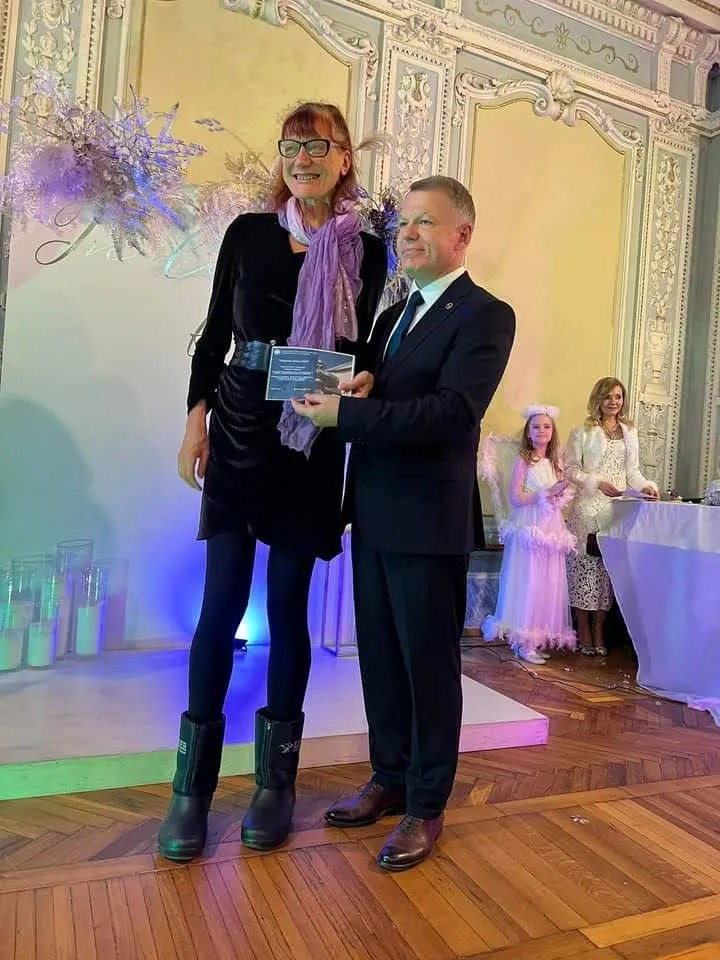

Засновник Міжнародної наукової конференції «Health-saving technologies, rehabilitation and physical therapy» (2018), присвячену пам'яті професора В.П. Зайцева , з відповідним журналом, який включено до 10 провідних накометричних баз світу. Щорічно в конференції беруть участь понад 200 представників різних університетів та організацій світу (країни: Німеччина, Польща, США, Литва, Латвія, Боснія-та-Герцеговина, Чорногорія, Сербія, Чехія, Словаччина, Індія, Індонезія, Ефіопія, Єгипет та інші).

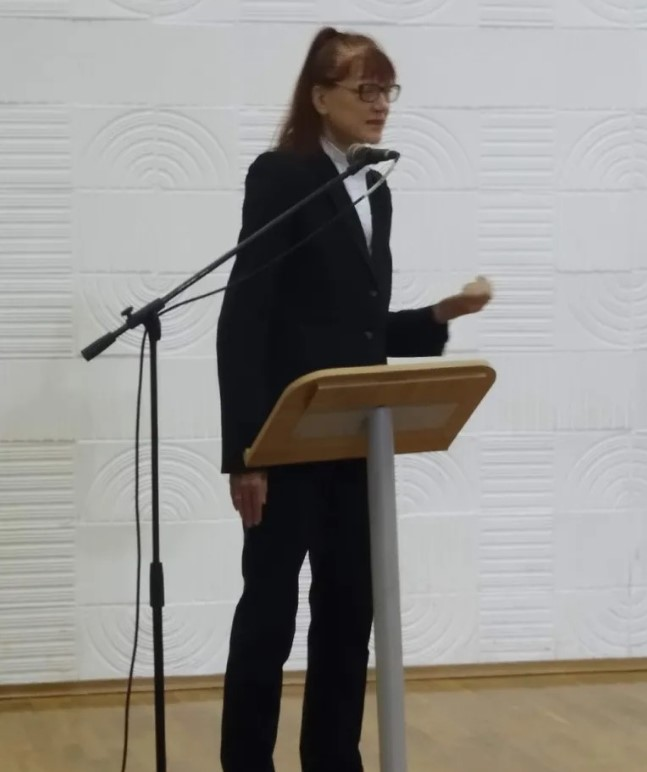

### Основні напрямки наукових досліджень
- створення теоретичних основ індивідуалізації у фізичному вихованні, спорті і фізичній терапії[3][4];
- розробка технологій підготовки вагітних до природних здорових пологів[3][4];
- розробка технологій технології для гармонійного інтегрального розвитку дитини на початку життя;
- розробка технологій інтегрального психомоторного розвитку у фізичному вихованні людей різних вікових груп[3][4];
- розробка технологій для визначення властивостей нервової системи і психофізіологічних можливостей людини[3][4];
- розробка технологій для активізації процесів відновлення працездатності[3][4];
- розробка технологій для підвищення якості освоєння техніки і тактики окремих видів спорту[3][4];
- розробка технологій для збереження здорової екологічної середовища[3][4];
- методика викладання дисциплін с фізичного виховання та спорту у вищих навчальних закладах[3][4].

## Біографія
Козіна (Ружинська) Жаннета Леонідівна, народилася 4 лютого 1965 року в м. Богодухів Харківської області.
Закінчила у 1982 році школу зі спортивним уклоном ЦСКА, м. Москва
У 1987 р. закінчила з відзнакою Державний центральний ордена Леніна інститут фізичної культури, м. Москва.
В 1993 р. закінчила аспірантуру Харківського національного педагогічного університету імені Г. С. Сковороди.
Виступала за команди майстрів з баскетболу: ЦСКА (вища ліга СРСР, м. Москва) (1980—1983 рр.), «Буревісник» (перша ліга СРСР, м. Москва) (1983—1987 рр.). Дворазовий переможець Чемпіонату Збройних сил СРСР (1980, 1981 рр.), призер Чемпіонату СРСР серед дублюючих складів команд вищої ліги СРСР, переможець ЦС «Буревісник», багаторазовий переможець чемпіонату Москви серед ВНЗ. Власний спортивний досвід було покладено в основу напрямків наукових досліджень.
1980—1983 р.р. — інструктор зі спорту вищої категорії Центрального спортивного клубу армії (м. Москва)
1983—1987 р.р — навчання в Державному центральному ордена Леніна інституті фізичної культури (м. Москва). Дворазовий призер Всесоюзної студентської олімпіади з фізіології м'язової діяльності та спортивної фізіології (1985 р., м. Єреван, 1986 р., м. Баку).
З 1987 року працює на кафедрі олімпійського і професійного спорту, спортивних ігор та туризму ХНПУ імені Г. С. Сковороди
З 1987 р. — викладач кафедри спортивних ігор  ХНПУ імені Г. С. Сковороди.
З 2004 р. доцент кафедри спортивних ігор  ХНПУ імені Г. С. Сковороди.
У 2006 р. та 2010 р. — призер обласного конкурсу м. Харкова «Вища школа — кращі імена», у 2010 році — переможець конкурсу «Жінка року» у номінації — «Жінка-спортсменка».
З 29 жовтня 2011 року призначена на посаду завідувача кафедри циклічних видів спорту та спортивних ігор.
З листопада 2016 року — завідувач кафедри олімпійського і професійного спорту та спортивних ігор 
З серпня 2018 року — завідувач кафедри олімпійського і професійного спорту. спортивних ігор та турзму ХНПУ імені Г. С. Сковороди
У 2019 році організувала стажування в Нідерландах для фахівців з України (186 годин) на тему «Структури та зв'язки мозку. Застосування в педагогіці, медицині, спорті, фізичній терапії», перекладала з англійської мови  на українську заняття зі стажування. Також у вересні 2019 року провела семінар із залученням провідних фахівців з Нідрланд, Аргентини на тему «Структури та зв'язки мозку. Застосування в педагогіці, медицині, спорті, фізичній терапії». У стажуванні та у семінарі взяли участь понад 70 фахівців з різних університетів України.
У 2023 році заснувала власне видавництво  Independent publisher Zhanneta Kozina, яке має власний префікс від Crossref. На теперішній час видається 4 журнали на рік, також видано 5 монографій.
П'ять разів нагороджена Почесною грамотою Міністерства освіти і науки України за підготовку переможців Всеукраїнського конкурсу студентських наукових робіт з природних, технічних і гуманітарних наук (2006 р., 2007 р., 2009 р., 2010 р., 2011 р.).
Нагороджена Почесною грамотою Академії педагогічних наук України у 2021 році.
Нагороджена Почесним званням «Відмінник освіти» у 2022 році

### Основні наукові праці (Бібліографія)
- Индивидуализация подготовки спортсменов в игровых видах спорта: Монография / Ж. Л. Козина // Харьков. — 2009. — 396 с.
- The concept of individual approach in sport / Z. Kozina, K. Prusik, K. Prusik // Pedagogics, psychology, medical-biological problems of physical training and sports. – 2015. – V. 19. No. 3. – P. 28-37.
- System of modernintegral technologies for strengthening people’s health at differentstagesof life: monograph / Red. Z. Kozina. // Kharkiv. – 2023. – 406 p. ISBN 978-1-4478-6036-5
- Nervous system features of different age groups people with different physical activity levels and patterns / Zh. Kozina, M. Cieślicka // Kharkiv. – 2023. – 438 p. ISBN 978-1-4478-6501-8 DOI:
- The applying of the concept of individualization in sport / Kozina Z., Sobko I., Bazyluk T., et. all. // Journal of Physical Education and Sport. – 2015. – V. 15. No. 2. – P. 172-177.
- Sports activities and professional specialty influence on psychophysiological functions and orthostatic reactions indicators of pedagogical universities students / M. Bejtka, Z. Kozina, Y. Boychuk, et.all // Health, Sport, Rehabilitation. – 2022. – V. 8. No. 3. – P. 8-26.
- Recovery functional condition of sportsmen using individual non-traditional means of rehabilitation / Z. Kozina // Journal of Physical Education and Sport. – 2015. – 15. – No. 4. – 634-639.
- Mathematical basis for the integral development of strength, speed and endurance in sports with complex manifestation of physical qualities / Z. Kozina, O. Repko, O. Ionova, et. all // Journal of Physical Education and Sport. — 2016. — V. 16. No. 1. P. 70-76.
- Motor skills formation technique in 6 to 7-year-old children based on their psychological and physical features (Rock climbing as an example) / Z. Kozina, O. Repko, S. Kozin, et. all // Journal of Physical Education and Sport. – 2016. – V. 16. No. 3. P. 866-874.
- Integral method for the development of motor abilities and psycho-physiological functions in children from 2 to 4 years old / Z. Kozina, I. Prokopenko, O. Lahno, S. Kozin, et. all // Journal of Physical Education and Sport. – 2018. V. 18. No. 1. P. 3-16.
- Чудо природы. Динамическая гимнастика и плавание для самых маленьких. Приложение — видеофильм / Ж. Л. Козина, В. Ю. Козин // Харьков. — 2005. — 32 с.
- Маленькие волшебники. Веселая детская гимнастика в стихах. / Ж. Л. Козина, В. Ю.  Козин // Харьков. — 2000. — 78 с.